# آدم كرايغر
آدم كرايغر (بالألمانية: Adam Krieger)‏ هو ملحن ألماني، ولد في 7 يناير 1634 في Drezdenko ‏ في بولندا، وتوفي في 30 يونيو 1666 في درسدن في ألمانيا.

## وصلات خارجية
- آدم كرايغر على موقع الموسوعة البريطانية (الإنجليزية)
- آدم كرايغر على موقع ميوزك برينز (الإنجليزية)
- آدم كرايغر على موقع ديسكوغز (الإنجليزية)